# Joe Landon
Joe Landon, bürgerlicher Name Brian Benham, (* 26. Juni 1976 in Chicago, Illinois) ist ein ehemaliger US-amerikanischer Pornodarsteller.

## Leben
Joe Landon war als Pornodarsteller in den Vereinigten Staaten tätig. Das erste Mal stand Landon in dem nur online verfügbaren Amateur-Video My Friend Brian, das ein Schulfreund von ihm angenommen hatte, nackt vor der Kamera.
Seine professionelle Karriere begann 1997/98 nach seinem Studium, als er exklusiv von Delta Productions unter Vertrag genommen wurde. Von Delta Productions, die Ende der 1990er Jahre/Anfang der 2000er Jahre einige Pornospielfilme produzierten, die heute als Klassiker des Genres gelten, wurde Landon als US-amerikanischer „Twink“ vermarktet. Er galt als „Inbegriff des gutaussehenden, unschuldigen Jungen vom Lande“. Filmkritiken hoben Landons „natürliches Spiel“ und sein „Charisma“ hervor. Landon wurde als Pornodarsteller insbesondere aufgrund seines jugendlichen Aussehens, seines muskulösen Körpers, seiner blonden Haare und seines sehr großen männlichen Gliedes bekannt. Landon drehte Solo-Szenen und Duo-Szenen, in denen er beim Analverkehr stets die „aktive“ Rolle übernahm. Er erhielt bedeutende Preise der US-amerikanischen Pornoindustrie.
Sein Debüt bei Delta Productions gab Landon in Joe's Big Adventure (1998), in dem er einen jungen Mann darstellte, der einen Ausflug nach Montreal unternimmt. In dem Film, der auch Musikvideos mit Bildern der Stadt, Aufnahmen vom Internationalen Balloon Festival und eine Szene mit einer Fußmassage enthielt, war Landon in zwei Szenen zu sehen. Die Eingangsszene, ein Solo, für das Landon 1999 bei den GayVN Awards in der Kategorie „Best Solo Performance“ ausgezeichnet wurde, zeigt ihn in einem Swimmingpool in den Hollywood Hills, sich mittels einer Voice-Over-Stimme an seinen ersten High-School-Schwarm und seine College-Zeit erinnernd, während er auf einem Badefloß und am Beckenrand masturbiert. In seiner zweiten Szene ist Landon in einem Duo mit dem jungen dunkelhaarigen Pornodarsteller Tommy Cruise zu sehen.
In The Apprentice (1999), einem Pornofilm mit längeren Spielfilm- und Dialogszenen, verkörperte Landon einen Jungen vom Lande, der von seinem homophoben Vater aus dem Elternhaus geworfen wird, nachdem dieser im Zimmer des Jungen schwule Pornografie entdeckt hat. Der Film zeigt anschließend Landons Weg nach Hollywood, mit dem Wunsch, dort ein besseres Leben zu führen, ein Weg, der schließlich mit einer Erfolgskarriere als „hochpreisiger“ Callboy endet. Landon gewann für seine Darstellung im Jahr 2000 einen Grabby Award in der Kategorie „Best Actor – Romance“.
Die Fortsetzung The Apprentice 2: Dark Heart (2002) zeigt Landons weitere Erfolgsgeschichte, der sich nun selbst als Trainer von mehreren jungen Callboys profiliert. Für seine Darstellung in The Apprentice 2: Dark Heart wurde Landon 2003 bei den Grabby Awards als Sieger in der Kategorie „Best Actor“ ausgezeichnet.
Von seinem romantischen Sex-Image entfernte sich Landon teilweise in A Young Man's World (2000), wo er mit seinem damaligen Lebenspartner („Real-Life-Boyfriend“) Dave Parker in einer Three-Way-Szene, die mit „Leather“- und „Drilling“-Elementen spielt, an der Seite von Adam Bristol zu sehen ist. Landon drehte insgesamt nur fünf professionelle Pornofilme. Sein letzter Film Bang! Suck! Bang! erschien 2004 bei Flashpoint Studios.
2004 gehörte Landon zu den 10 männlichen Pornodarstellern, deren Filme auf der pornografischen Webplattform GayPornStar.TV die meisten Downloads erreichten.
Neben seiner Tätigkeit als Pornodarsteller war Landon intensiv auch als Model tätig. In verschiedenen US-amerikanischen Pornomagazinen erschienen mehrseitige Fotostrecken mit Landon, u. a. in Men, Unzipped und Honcho. Auch das Badpuppy Magazine veröffentlichte erotische Fotos von Joe Landon.
Nach Beendigung seiner Karriere als Pornodarsteller arbeitete Landon, der von 1994 bis 1998 die Northern Illinois University besuchte, unter seinem bürgerlichen Namen als Augenoptiker in Chicago. In verschiedenen sozialen Netzwerken finden sich Profile und Fotos von Benham.
Anfang 2008 kam es im Leserforum der pornografischen US-Webseite JustUsBoys.com zu Spekulationen über einen angeblichen AIDS-Tod Landons im Jahre 2006, denen ein anonymer Hoax-Eintrag vom Dezember 2007 in Landons damaligen englischsprachigen Wikipedia-Artikel zugrunde lag.
Joe Landon lebt in Chicago, Illinois.

## Filmografie (Auswahl)
- 1998: Joe's Big Adventure (Jaguar Productions/Delta Video)
- 1999: The Apprentice (Delta Video)
- 2000: A Young Man's World (Delta Video)
- 2002: The Apprentice 2: Dark Heart (Delta Video)
- 2004: Bang! Suck! Bang! (Flashpoint Studios)

## Auszeichnungen (Auswahl)
- 1999: GayVN Awards, Beste Solo Performance, in Joe's Big Adventure
- 2000: Grabby Award, Bester Darsteller, in The Apprentice
- 2000: Gay Erotic Video Awards, Beste Solo Performance, in Joe's Big Adventure
- 2001: Gay Erotic Video Awards, Beste Three-Way-Sexzene, in A Young Man's World
- 2003: Grabby Awards, Bester Darsteller und Beste Three-Way-Sexszene, in Apprentice 2: Dark Heart mit Trent Atkins und Danny Rhymes